# Marcos Antônio de Lima
Marcos Antônio de Lima, meglio noto come Ìndio (Maracaí, 14 febbraio 1975), è un ex calciatore brasiliano, di ruolo difensore.

## Palmarès

### Club
- Campionato Gaúcho: 7

Internacional: 2005, 2008, 2009, 2011, 2012, 2013, 2014
- Coppa Libertadores: 2

Internacional: 2006, 2010
- Coppa del mondo per club: 1

Internacional: 2006
- Recopa Sudamericana: 2

Internacional: 2007, 2011
- Copa Sudamericana: 1

Internacional: 2008
- Suruga Bank Championship: 1

Internacional: 2009